# Giải Cánh diều cho nam diễn viên phụ xuất sắc phim truyện điện ảnh
Giải Cánh diều cho nam diễn viên phụ xuất sắc phim truyện điện ảnh là hạng mục trong hệ thống Giải Cánh diều, giải thưởng điện ảnh hàng năm của Hội Điện ảnh Việt Nam.

## Danh sách theo năm

### 2004–2009
| Năm  | Diễn viên      | Tác phẩm           | Chú thích |
| ---- | -------------- | ------------------ | --------- |
| 2005 | Mai Trần       | Sống trong sợ hãi  | [ 1 ]     |
| 2006 | Hoàng Hải      | Hà Nội, Hà Nội     | [ 2 ]     |
| 2007 | Trần Văn Duống | Rừng đen           | [ 3 ]     |
| 2008 | Trần Bảo Sơn   | Huyền thoại bất tử |           |
| 2009 | Thái Hoà       | 14 ngày phép       |           |

### Thập niên 2010s
| Năm  | Diễn viên      | Tác phẩm               | Chú thích |
| ---- | -------------- | ---------------------- | --------- |
| 2010 | Võ Thanh Hòa   | Cánh đồng bất tận      |           |
| 2011 | Hiếu Hiền      | Hot boy nổi loạn       |           |
| 2012 | Hứa Vĩ Văn     | Đam mê                 |           |
| 2013 | Ngô Kiến Huy   | Thần tượng             |           |
| 2014 | Huy Cường      | Những đứa con của làng | [ 4 ]     |
| 2016 | Huỳnh Lập      | Sài Gòn, anh yêu em    |           |
| 2017 | Nhan Phúc Vinh | Đảo của dân ngụ cư     |           |
| 2018 | Hoàng Phi      | 11 niềm hy vọng        |           |
| 2019 | Isaac          | Song lang              |           |

### Thập niên 2020s
| Năm  | Diễn viên          | Tác phẩm              | Chú thích |
| ---- | ------------------ | --------------------- | --------- |
| 2020 | Lê Khả Sinh        | Con đường có Mặt Trời | [ 5 ]     |
| 2021 | Xuân Trang         | Đêm tối rực rỡ!       | [ 6 ]     |
| 2023 | Phạm Huỳnh Hữu Tài | Hạnh phúc máu         | [ 7 ]     |
| 2024 | Công Dương         | Mùa hè đẹp nhất       |           |